# Failover
Ein Failover (vom englischen failover, deutsch etwa: Umschaltung bei Versagen) ist ein Ansatz zur Erhöhung der Ausfallsicherheit durch Wechsel zwischen zwei oder mehreren redundanten Netzwerkdiensten beim Ausfall eines der Dienste. Meist überwachen sich die verschiedenen Systeme per Heartbeat gegenseitig.
Da bei einer geplanten Übertragung eines Dienstes von einem Clusterknoten auf einen anderen nicht von einem Fehler (Failover) gesprochen werden kann, bezeichnet man diesen Vorgang als Switchover.

## Failover-Cluster
Ein Failover-Cluster oder Aktiv/Passiv-Cluster ist ein Verbund von mindestens zwei Computern (Cluster), in dem bei einem Ausfall eines Rechners ein zweiter Rechner dessen Aufgaben übernimmt. Das aktive System ist das Primärsystem, die wartenden passiven Systeme sind die Backup- oder Standby-Systeme.
Damit der Failover automatisiert und ohne Eingriff eines Administrators erfolgen kann, ist der Einsatz einer Cluster-Manager-Software oder eines Loadbalancers erforderlich. Weiterer Vorteil eines Failover-Clusters ist die Möglichkeit, ein System zu Wartungszwecken bewusst außer Betrieb nehmen zu können.